# Сильвестр (протопоп)
Сильве́стр (в иночестве Спиридо́н, умер около 1566 года) — русский православный священник, политический и литературный деятель XVI века, священник Благовещенского собора с конца 40-х годов XVI века, наставник Ивана IV.

## Биография
Начинал духовную карьеру в Новгороде, затем стал священником Благовещенского собора в Московском Кремле. Был связан с митрополитом Макарием, который в 1542 году занял митрополичью кафедру и перевёл в Москву новгородца Сильвестра.
Во время московского пожара и восстания 1547 года произнёс обличительную речь в адрес юного Ивана IV (Грозного), которая была воспринята благосклонно и сделала Сильвестра приближённым царя. После сближения с царём стал во главе работ по восстановлению убранства кремлёвских соборов, пострадавших при пожаре. Написанные сюжеты и иконы вызвали выступление ревнителя старины Ивана Висковатого на Церковном соборе конца 1553 — начала 1554 года. За помощью к Сильвестру обращался и Максим Грек, афонский монах называл Сильвестра своим «благодетелем». Сильвестр по поручению царя Ивана Грозного «экзаменовал» Артемия, когда решался вопрос о назначении того игуменом Троице-Сергиева монастыря.
Вместе с Алексеем Адашевым Сильвестр являлся передовым вождём «Избранной рады». В 1553 году во время тяжёлой болезни царя Сильвестр был близок к двоюродному брату царя князю Владимиру Старицкому, который претендовал на престол. По выздоровлении царь охладел к Сильвестру, а в 1560 году после появления слухов о его причастности к смерти царицы Анастасии сослал его в Кирилло-Белозерский монастырь, а оттуда в Соловецкий монастырь, где он принял монашеский постриг. Остаток жизни он провёл в северных монастырях, исповедуя философию нестяжательства.

## Литературная деятельность
Известны два послания Сильвестра (недоступная ссылка) к Александру Шуйскому-Горбатому. Ему же приписывается авторство или окончательная редакция «Домостроя» (доподлинно известно о сочинении им 64-й главы этого памятника). Кроме того, Сильвестр написал житие святой княгини Ольги. Он собирал рукописные книги, покровительствовал иконописцам и другим деятелям искусства.

## Семья и имущественное положение

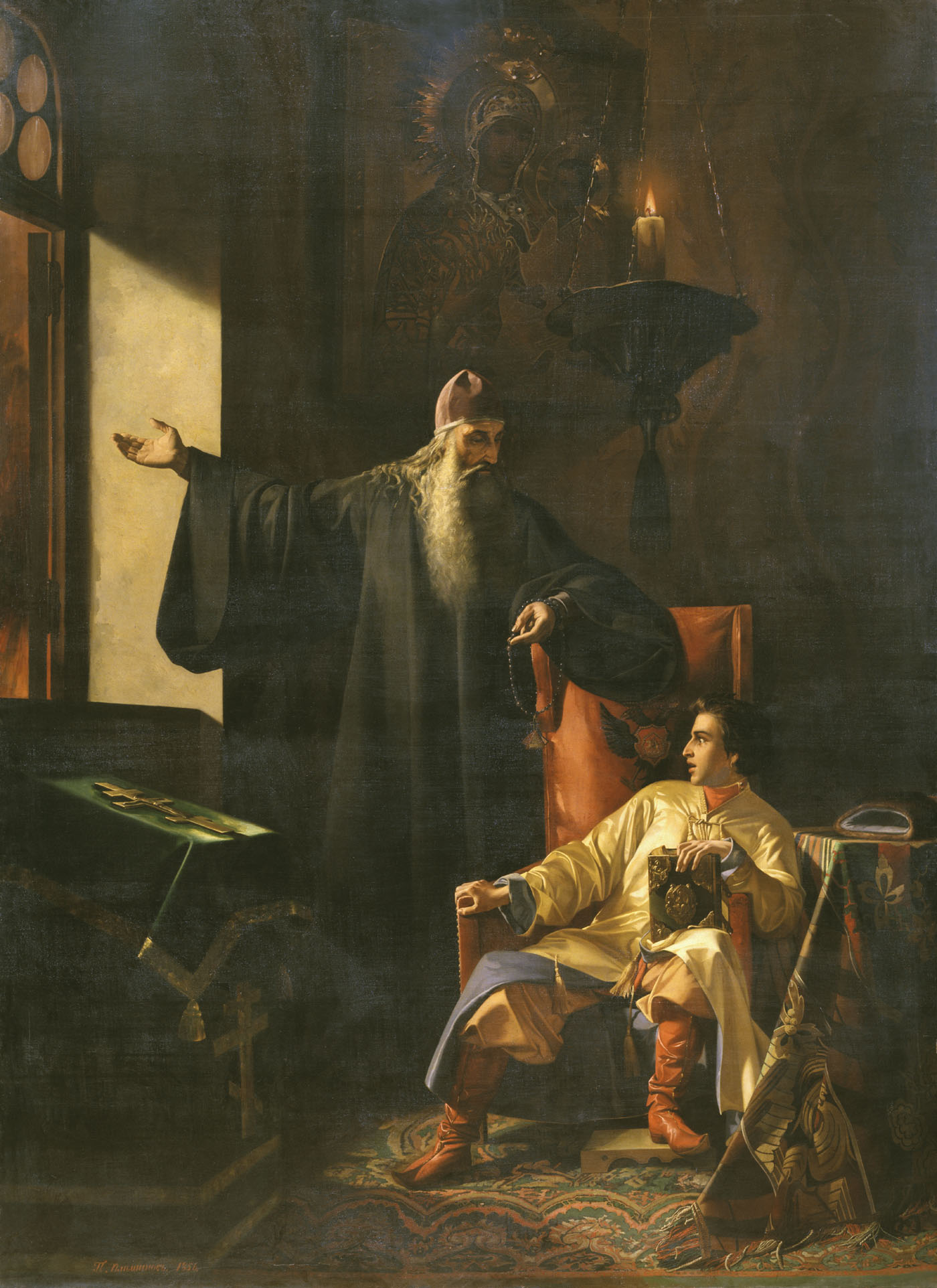
Иван IV и протопоп Сильвестр во время большого московского пожара 24 июня 1547 года. (Павел Плешанов, 1856 год)

У Сильвестра был сын Анфим, который унаследовал от отца его обширные торговые связи. В Новгороде, до московского возвышения, Сильвестр с сыном занимались изготовлением икон и рукописных книг для продажи, но в мастерских находилось место и для иных «рукоделий». Сильвестр понимал невыгодность труда холопов, поэтому освободил всю свою челядь и пользовался трудом наёмных работников. Сильвестр с Анфимом вели обширную торговлю, а он сам с гордостью писал, что в торговых делах ему верили «и зде и иноземцы». В духовной грамоте князя Ю. А. Меньшого-Оболенского Анфим упоминается как крупный поставщик тканей. Вместе с Хозяином Юрьевичем Тютиным Анфим поддерживал деловые отношения с торговыми людьми Вильно, которым в 1554 году компаньоны предъявили иск на 1210 рублей. В 1550 году Анфим выдвинулся по государевой службе и стал «большим дьяком» в казначействе, а его компаньон Хозяин Тютин в 1555 году занял пост второго казначея. К 1556 году Анфим сумел получить из поместья Троице-Сергиева монастыря двор в Китай-городе. Купеческие дела были у Сильвестра и Анфима с бургомистром города Нарвы Иоахимом Крумхаузеном. В 1558 году, после взятия Нарвы русскими войсками, сыновья этого крупного купца, отвечая на вопрос о предательстве отца в пользу русских, указали, что задолго до начала войны их отец «схлопотал» через Сильвестра привилегии для своих торговых операций в России. В мае 1558 года сам Иоахим Крумхаузен сообщил совету Ревеля, что, по сведениям, полученным через Анфима, мира с Ливонией сохранить не удастся. С прибалтийской торговлей были связаны не только новгородские купцы, но и священнослужители. Сам новгородский архиепископ Макарий был крупным поставщиком воска в Ревель. Можно предположить, что Сильвестр и его сын, как и ряд русских торговых людей, были связаны с той частью немецкого купечества, которая была заинтересована в сохранении мира и устойчивых торговых отношений с Россией и даже согласны на известных условиях признать власть царя. Крумхаузен возглавлял делегацию горожан на переговорах в Москве о сдаче Нарвы в апреле 1558 года. В 1560 году, оказавшись перед перспективой войны с Литвою и Швецией, Адашев и Сильвестр предпочли дипломатическое урегулирование конфликта, за что Иван Грозный не раз упрекал их в нежелании действовать активно. Данная купеческая деятельность позволила отцу с сыном делать крупные пожертвования в монастыри, сравнимые с пожертвованиями князей и бояр. В Соловецкий монастырь от них было пожертвование 219 рублей и 66 книг. За столь богатый вклад монахи сделали ежегодный корм 10 октября по «старце Спиридоне, да по сыне его Анфиме». В Кирилло-Белозерский монастырь вклад: пуд ладана, полпуда сандала, пуд брынцу, 15 гривенок перцу, колокол 8 пуд, да старые колокола зазвонные перелил прибавил своей меди 4 пуда, 2 стопы бумаги. Анфим Сильверстов упомянут в 1561 году на службе в Смоленске с новым наместником Дмитрием Курлятевым. В качестве смоленского дьяка Анфим упомянут последний раз 7 мая 1566 года, а в июле того же года присутствовал на Земском соборе. С тех пор имя Анфима не упоминается, а в 1568 году в ноябре — декабре в расходной книге Кирилло-Белозерского монастыря появилась запись: «Царь государь, князь великий велел дати по Анфиме по Сильверстове 30 рублей». Вероятно, к этому времени не было в живых и самого Сильвестра.